# Ochthebius mesoamericanus
Ochthebius mesoamericanus är en skalbaggsart som beskrevs av Perkins 1980. Ochthebius mesoamericanus ingår i släktet Ochthebius och familjen vattenbrynsbaggar. Inga underarter finns listade i Catalogue of Life.